# Yle Vega
Yle Vega – program radiowy publicznego nadawcy fińskiego Yleisradio w języku szwedzkim, przeznaczony dla szwedzkojęzycznej mniejszości w Finlandii.

## Format
Na program składają się informacje, programy regionalne oraz kulturalne prezentujące muzykę i kulturę szwedzkiej mniejszości językowej. Jest również kanałem żywego kontaktu ze słuchaczami. Program jest mutowany regionalnie i ma pięć wersji lokalnych: dla Ostrobotni, Wysp Alandzkich, Helsinek, Finlandii Właściwej i Porvoo.